# José Gasch

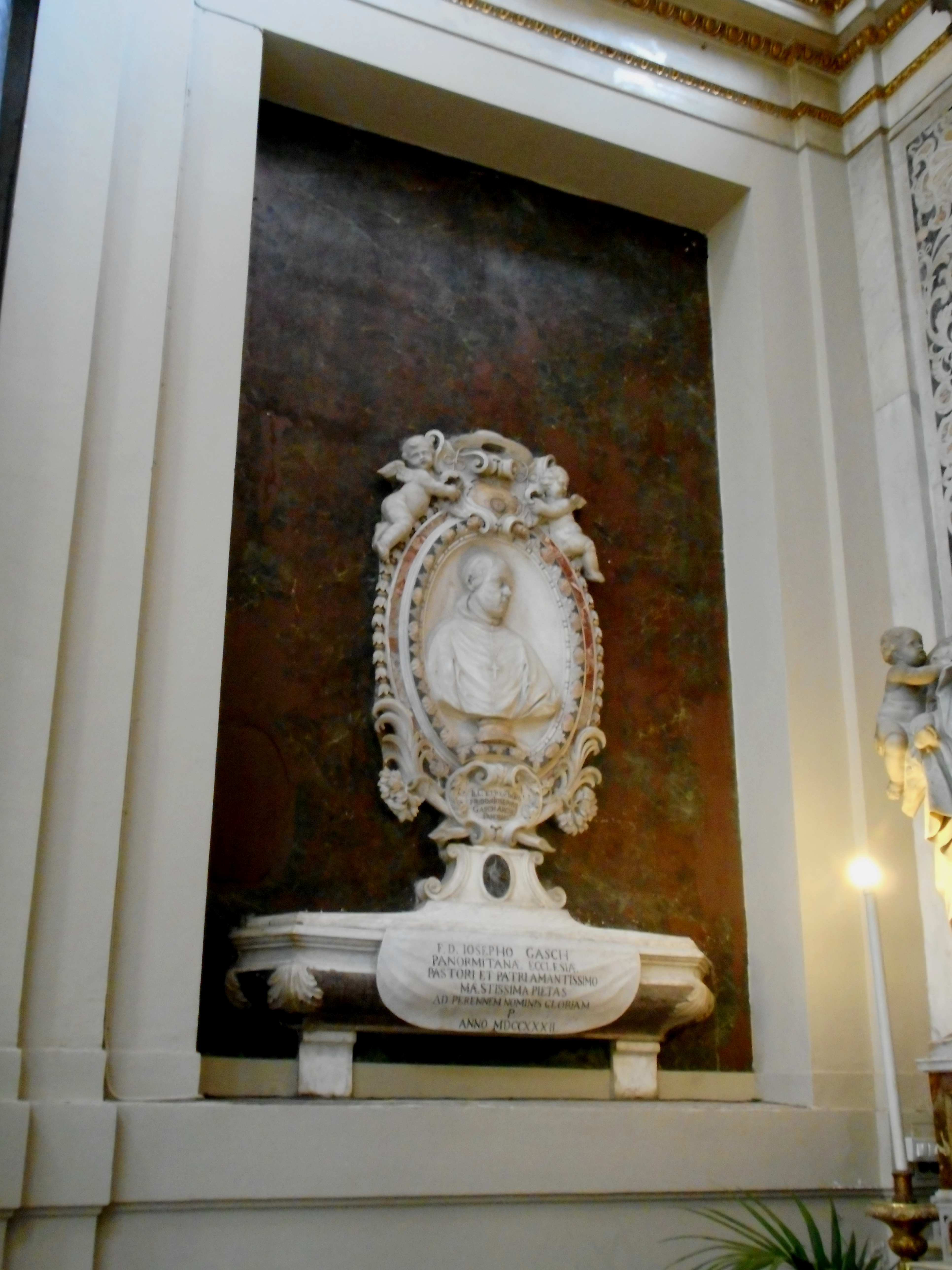
Tomba dell'Arcivescovo Joseph Gasch nella Cattedrale di Palermo

José Gasch, o Joseph Gasch (L'Alcora, 14 febbraio 1653 – Palermo, 11 giugno 1729) è stato un religioso e arcivescovo cattolico spagnolo.

## Biografia
Studiò retorica e grammatica a Vinaroz con il sacerdote Joseph Esteller e vi rimase come precettore dei figli di Rafael de La Cruz, un nobile locale. Studiò filosofia presso l'Università di Valencia e il 23 aprile 1671 entrò nell'Ordine dei minimi, presso il convento di San Sebastiano di Valencia, dove insegnò anche teologia ai novizi. A Jávea fu, per un periodo, vicario del Convento de la Victoria.
Nel 1685 accompagnò, in qualità di custode, l'abate provinciale dell'ordine dei minimi di Valencia nel suo viaggio a Marsiglia, in occasione della riunione del capitolo generale che si svolgeva lì. Nel 1686 fu eletto principale dell'ordine a Valencia e assistente del generale dell'ordine Bernardino de Fuscaldo. Nel 1690, trasferendosi a vivere a Roma, dopo un viaggio rischioso in cui, per due volte, la nave presa ad Alicante, e diretta a Genova, fu assalita da corsari: raggiunse il generale dell'ordine durante il capitolo tenutosi a Valencia nel 1697, e poi iniziò un tour visitando i conventi e le istituzioni dei minimi in Italia (Napoli, Palermo, Milano) in Francia e, infine, in Spagna.
Durante la sua permanenza in Italia stava per essere nominato vescovo di Orihuela da Carlo II, la morte del re glielo impedì. Nel 1703,mentre l'ordine si riuniva a Marsiglia, Filippo V propose a papa Clemente XI di nominarlo arcivescovo e assegnarlo all'arcidiocesi di Palermo. Fu consacrato il 30 novembre 1703 dal cardinale Fabrizio Paolucci.
Prima di trasferirsi alla diocesi, José Gasch cedette tutti i suoi beni a favore del convento di San Sebastiano. Prese possesso della sede il 18 gennaio 1704 e vi rimase per venticinque anni. In quel periodo presiedette l'incoronazione di Vittorio Amedeo II di Savoia a Palermo come re di Sicilia,  in conformità con il trattato di Utrecht. Fu direttamente coinvolto nei conflitti derivanti dalla fine della guerra di successione spagnola, tra cui i disaccordi fra il papato e Savoia, che turbò il suo rapporto con Clemente XI, finché i disaccordi furono risolti dopo un viaggio di Gasch a Roma.
Morì l'11 giugno 1729 e fu sepolto nella cappella di San Francesco di Paola eretta in suo onore, nella cattedrale di Palermo.

## Genealogia episcopale e successione apostolica
La genealogia episcopale è:
- Cardinale Scipione Rebiba
- Cardinale Giulio Antonio Santori
- Cardinale Girolamo Bernerio, O.P.
- Arcivescovo Galeazzo Sanvitale
- Cardinale Ludovico Ludovisi
- Cardinale Luigi Caetani
- Cardinale Ulderico Carpegna
- Cardinale Paluzzo Paluzzi Altieri degli Albertoni
- Cardinale Gaspare Carpegna
- Cardinale Fabrizio Paolucci
- Arcivescovo José Gasch

La successione apostolica è:
- Cardinale Francesco del Giudice (1704)
- Vescovo Alfonso Naselli, O.S.B. (1728)